# Chrystus na krzyżu adorowany przez donatorów
Chrystus na krzyżu adorowany przez donatorów – obraz hiszpańskiego malarza pochodzenia greckiego Dominikosa Theotokopulosa, znanego jako El Greco.
W całej swojej twórczości El Greco wielokrotnie podejmował temat ukrzyżowania Jezusa Chrystusa. Przed rokiem 1600 stworzył dwie wersje odbiegające od tradycyjnie przedstawianej sceny. Pierwsza wersja powstała w 1573 roku. El Greco ukazuje jedynie Chrystusa na krzyżu na tle pokrytego chmurami nieba.

## Opis obrazu
W 1580 roku El Greco namalował drugą wersję obrazu. Tu również Chrystus wisi wysoko na krzyżu, dla którego tłem są ciemne czarne chmury tworzące mistyczny nastrój i będące wyrazem ekspresjonizmu malarza. Innowacyjnością dla obu dzieł jest brak tradycyjnych postaci przedstawianych pod krzyżem. Według ikonografii chrześcijańskiej, w ukrzyżowaniu Chrystusa uczestniczyła jego matka Maria i uczeń Jan Ewangelista. El Greco zupełnie rezygnuje z przedstawienia tradycyjnych świadków lub w ich miejsce prezentuje dwóch nieznanych donatorów, prawdopodobnie fundatorów. Nie widać również podstawy krzyża. Dzięki braku dodatkowych elementów tła, malarz skupia większą uwagę na śmierci Chrystusa. Jego ciało jest wydłużone i skręcone, co jest charakterystyczne dla stylu manieryzmu. W wersjach po 1600 roku El Greco nadawał ciałom jeszcze bardziej wydłużone sylwetki.

## Donatorzy
Po lewej stronie stoi ksiądz z dłońmi złożonymi do modlitwy. Po prawej nieznana świecka postać kładzie rękę na sercu. Obaj przepełnieni są wiarą. Obraz wisiał nad ołtarzem, a przedstawione postacie o naturalnych rozmiarach znajdowały się na tym samym poziomie, co odprawiający mszę kapłan. Dziś nie ma pewności, kim są owi donatorzy. Na przestrzeni lat pojawiło się kilka hipotez. Prawdopodobnie są to osoby związane ze zgromadzeniem hieronimitek w Toledo, gdzie przez długi czas znajdował się obraz. Z nazwiska wymienia się braci Diego i Antonio Covarrubias, zasłużonych obywateli Toledo, synów znanego architekta Alonsa de Covarrubias. Starszy z braci był arcybiskupem Santo Dominga oraz biskupem Ciudad Rodrigo i Segowii. Diego zmarł w 1577 roku, czyli przed powstaniem obrazu. Jego brat był profesorem prawa na uniwersytecie w Salamance i być może to on był fundatorem. Według innej hipotezy postacią z lewej strony jest Dionisio Melgar, przeor klasztoru, który miał zamówić obraz. Z prawej strony proponowano kilku mieszkańców Toledo, m.in.: Blas de Fuentechada lub Pablo Rodríguez Belalcázar.

## Proweniencja
Do 1715 roku obraz znajdował się w klasztorze hieronimitek w Toledo. W XIX wieku był wymieniony w kolekcji obrazów malarstwa hiszpańskiego króla Francji Ludwika Filipa. W 1908 roku płótno zostało wystawione na Salonie d’Automne w Paryżu, a następnie trafiło do kolekcji muzeum Luwr i dziś wystawiane jest w sali nr 26.